# Grilled cheese

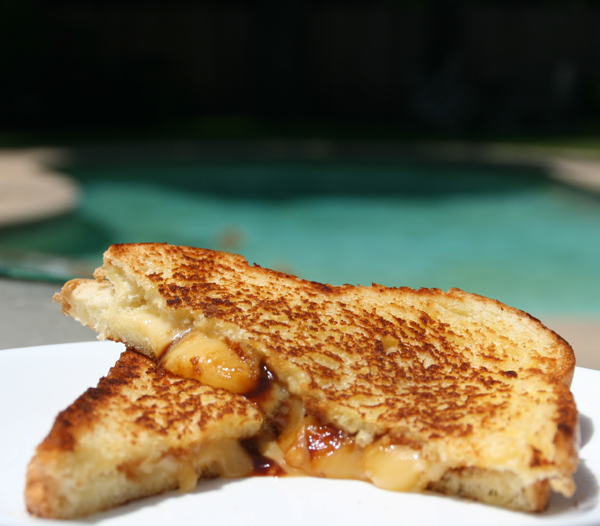
Grilled cheese avec de la sauce hoisin.

Le grilled cheese ou sandwich au fromage fondant est un sandwich chaud, composé de pain, de beurre et de fromage fondu, grillé à la poêle, au four ou dans un appareil spécial. Il s'agit d'une variante simplifiée du croque-monsieur qui n'inclut généralement pas d'autres aliments.

## Origines
Le grilled cheese a été popularisé en Amérique du Nord dans les années 1920 et principalement durant la Grande Dépression. Des recettes de sandwich au fromage fondu sont diffusées dans des livres de cuisine américaine durant la Seconde Guerre mondiale.